# Flétrange
Flétrange est une commune française située dans le département de la Moselle et le bassin de vie de la Moselle-est en région Grand Est.

## Géographie

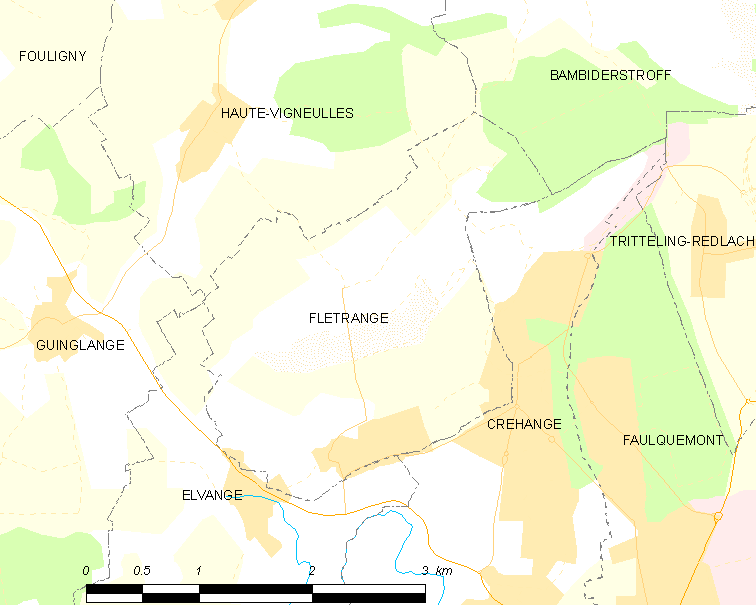
Carte de la commune.

La commune se situe en pays de Nied et est composée de Flétrange et Dorviller. Elle représente 6,70 km², dont 56 ha de forêt.
| Haute-Vigneulles |           | Bambiderstroff |
| Guinglange       | Flétrange |                |
| Elvange          |           | Créhange       |

### Hydrographie

#### Réseau hydrographique
La commune est située dans le bassin versant du Rhin au sein du bassin Rhin-Meuse. Elle est drainée par le ruisseau de Dorbach.

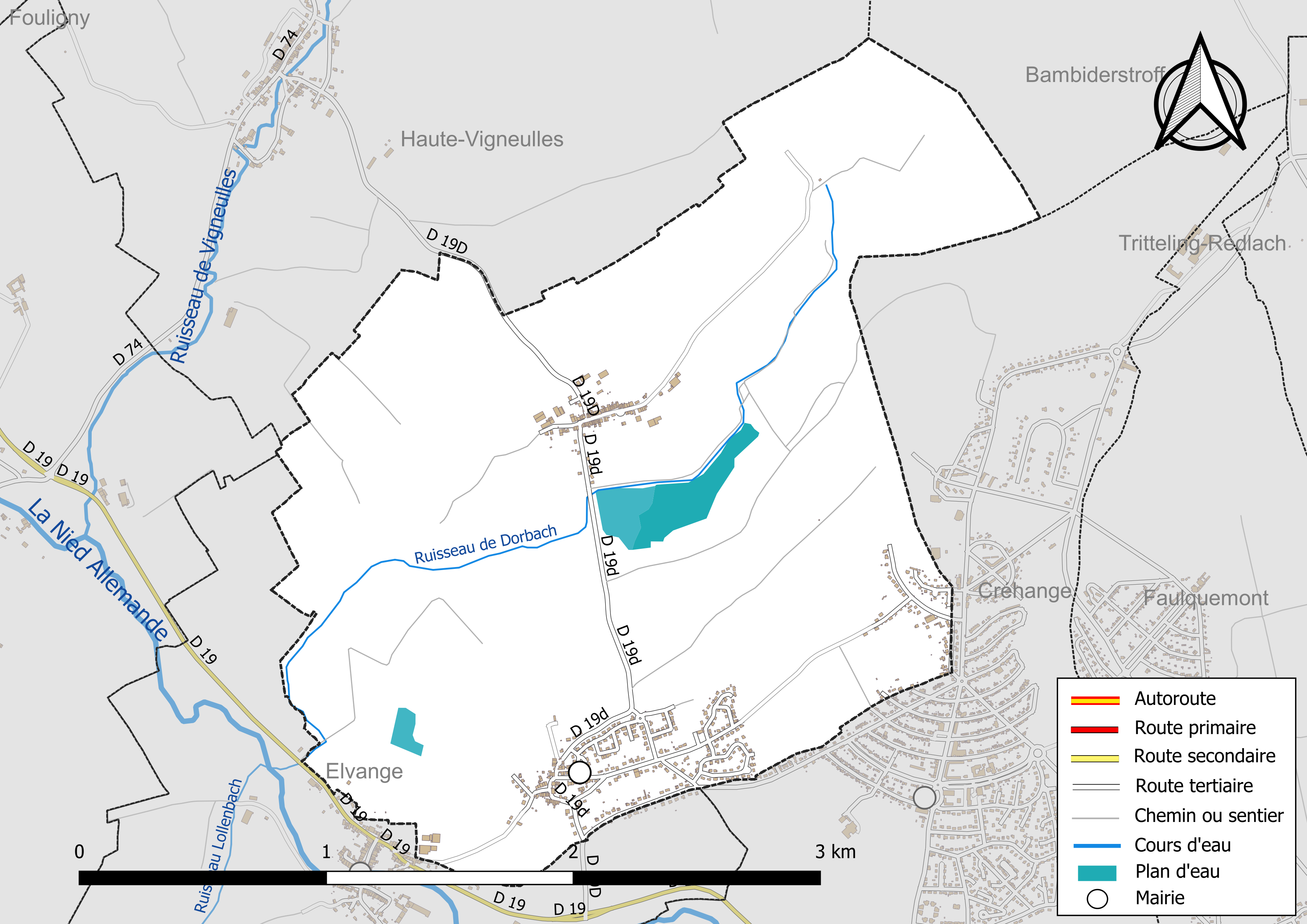
Réseaux hydrographique et routier de Flétrange.

#### Gestion et qualité des eaux
Le territoire communal est couvert par le schéma d'aménagement et de gestion des eaux (SAGE) « Bassin Houiller ». Ce document de planification, dont le territoire est approximativement délimité par un triangle formé par les villes de Creutzwald, Faulquemont et Forbach, d'une superficie de 576 km2, a été approuvé le 27 octobre 2017. La structure porteuse de l'élaboration et de la mise en œuvre est la région Grand Est. Il définit sur son territoire les objectifs généraux d’utilisation, de mise en valeur et de protection quantitative et qualitative des ressources en eau superficielle et souterraine, en respect des objectifs de qualité définis dans le SDAGE  du Bassin Rhin-Meuse.

### Climat
Pour des articles plus généraux, voir Climat du Grand Est et Climat de la Moselle.
En 2010, le climat de la commune est de type climat des marges montargnardes, selon une étude du Centre national de la recherche scientifique s'appuyant sur une série de données couvrant la période 1971-2000. En 2020, Météo-France publie une typologie des climats de la France métropolitaine dans laquelle la commune est exposée à un climat semi-continental et est dans la région climatique  Lorraine, plateau de Langres, Morvan, caractérisée par un hiver rude (1,5 °C), des vents modérés et des brouillards fréquents en automne et hiver. 
Pour la période 1971-2000, la température annuelle moyenne est de 9,5 °C, avec une amplitude thermique annuelle de 17 °C. Le cumul annuel moyen de précipitations est de 896 mm, avec 12,4 jours de précipitations en janvier et 9,5 jours en juillet. Pour la période 1991-2020, la température moyenne annuelle observée sur la station météorologique de Météo-France la plus proche, « Lesse_sapc », sur la commune de Lesse à 12 km à vol d'oiseau, est de 10,7 °C et le cumul annuel moyen de précipitations est de 694,0 mm. 
La température maximale relevée sur cette station est de 40 °C, atteinte le 25 juillet 2019 ; la température minimale est de −20,7 °C, atteinte le 20 décembre 2009,,. 
Les paramètres climatiques de la commune ont été estimés pour le milieu du siècle (2041-2070) selon différents scénarios d'émission de gaz à effet de serre à partir des nouvelles projections climatiques de référence DRIAS-2020. Ils sont consultables sur un site dédié publié par Météo-France en novembre 2022.

## Urbanisme

### Typologie
Au 1er janvier 2024, Flétrange est catégorisée petite ville, selon la nouvelle grille communale de densité à sept niveaux définie par l'Insee en 2022.
Elle appartient à l'unité urbaine de Faulquemont, une agglomération intra-départementale regroupant quatre  communes, dont elle est une commune de la banlieue,,. Par ailleurs la commune fait partie de l'aire d'attraction de Metz, dont elle est une commune de la couronne,. Cette aire, qui regroupe 245 communes, est catégorisée dans les aires de 200 000 à moins de 700 000 habitants,.

### Occupation des sols
L'occupation des sols de la commune, telle qu'elle ressort de la base de données européenne d’occupation biophysique des sols Corine Land Cover (CLC), est marquée par l'importance des territoires agricoles (82,1 % en 2018), en diminution par rapport à 1990 (83,7 %). La répartition détaillée en 2018 est la suivante : 
terres arables (43,4 %), prairies (30,8 %), zones urbanisées (9 %), zones agricoles hétérogènes (7,9 %), forêts (4,5 %), mines, décharges et chantiers (4,3 %). L'évolution de l’occupation des sols de la commune et de ses infrastructures peut être observée sur les différentes représentations cartographiques du territoire : la carte de Cassini (XVIIIe siècle), la carte d'état-major (1820-1866) et les cartes ou photos aériennes de l'IGN pour la période actuelle (1950 à aujourd'hui).

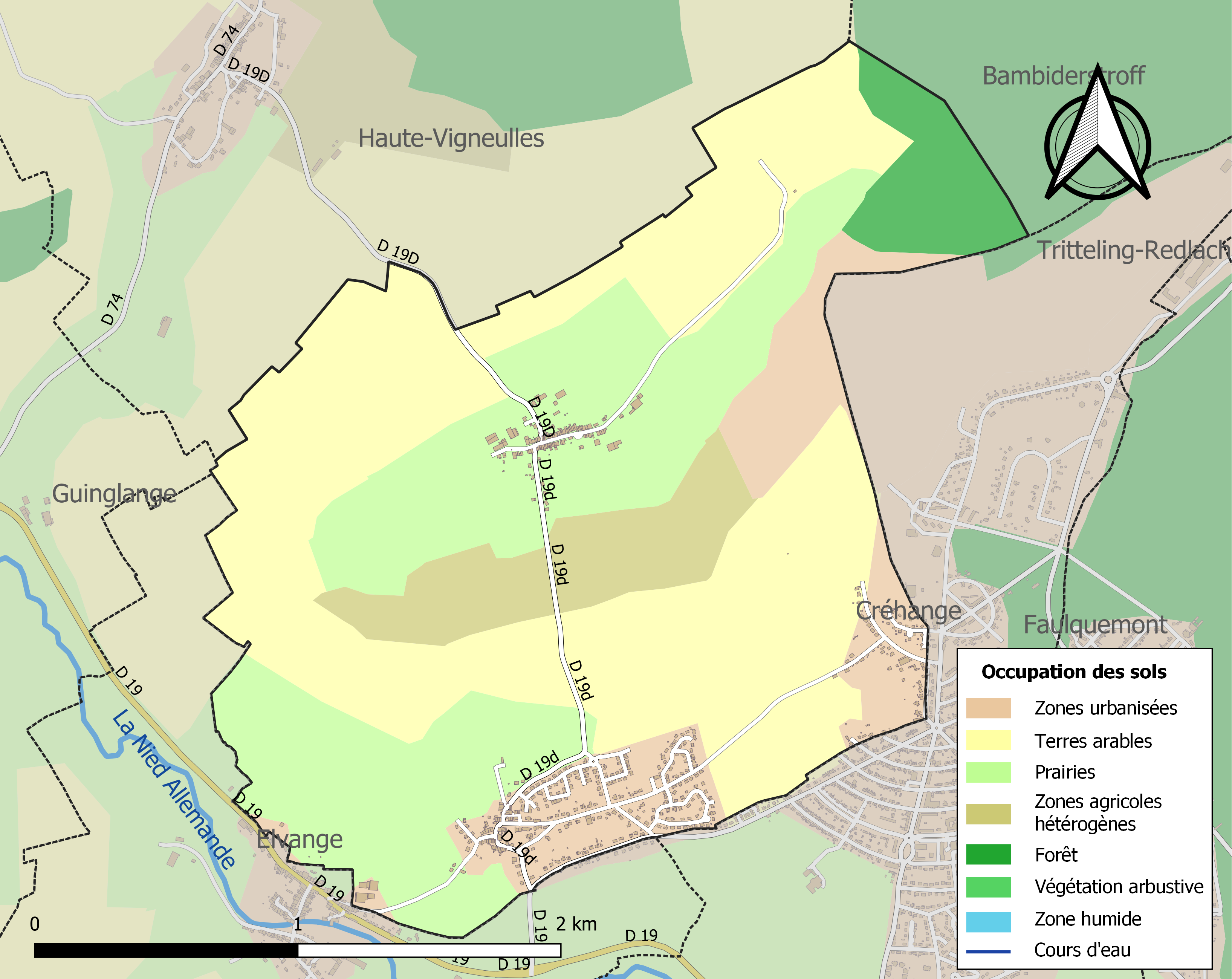
Carte des infrastructures et de l'occupation des sols de la commune en 2018 (CLC).

## Toponymie
- Flutteranges (1361), Flettringen (1379)[16], Flectrange (1420), Fletring/Flecteringa/Fletteringa (1544), Flederingen (1594), Fledderingen (XVIIe siècle), Flittrange (1688), Flesteringen (1756), Fletrange (1793), Fletringen (1871-1918 et 1940-1945).
- En allemand : Flittringen[17]. En francique lorrain : Flétringen[18].

## Histoire
- Dépendait de l'ancien duché de Lorraine. Ancien alleu du bailliage d'Allemagne.
- Absorbe Dorviller en 1810.

## Héraldique
|  | Les armes peuvent se blasonner ainsi : Parti : au premier d'or à la bande de gueules chargée de trois alérions d'argent, au second d'argent à la fasce fuselée de cinq pièces de gueules, à la clef de sable en pal brochant sur le tout |

## Politique et administration
| Période      | Période      | Identité      | Étiquette | Qualité |
| ------------ | ------------ | ------------- | --------- | ------- |
| juin 1945    | octobre 1945 | Émile Klein   |           |         |
| octobre 1945 | octobre 1947 | Willy Vilm    |           |         |
| octobre 1947 | mars 1977    | Eugène Losson |           |         |
| mars 1977    | mars 1995    | Alfred Becker |           |         |
| mars 1995    | En cours     | André Bayer   |           |         |

## Démographie
L'évolution du nombre d'habitants est connue à travers les recensements de la population effectués dans la commune depuis 1793. Pour les communes de moins de 10 000 habitants, une enquête de recensement portant sur toute la population est réalisée tous les cinq ans, les populations de référence des années intermédiaires étant quant à elles estimées par interpolation ou extrapolation. Pour la commune, le premier recensement exhaustif entrant dans le cadre du nouveau dispositif a été réalisé en 2004.

En 2022, la commune comptait 876 habitants, en évolution de −7,5 % par rapport à 2016 (Moselle : +0,52 %, France hors Mayotte : +2,11 %).
| 1793 | 1800 | 1806 | 1821 | 1836 | 1841 | 1861 | 1866 | 1871 |
| ---- | ---- | ---- | ---- | ---- | ---- | ---- | ---- | ---- |
| 180  | 201  | 211  | 308  | 342  | 265  | 367  | 371  | 375  |

| 1875 | 1880 | 1885 | 1890 | 1895 | 1900 | 1905 | 1910 | 1921 |
| ---- | ---- | ---- | ---- | ---- | ---- | ---- | ---- | ---- |
| 334  | 322  | 288  | 290  | 291  | 284  | 289  | 293  | 239  |

| 1926 | 1931 | 1936 | 1946 | 1954 | 1962 | 1968 | 1975 | 1982 |
| ---- | ---- | ---- | ---- | ---- | ---- | ---- | ---- | ---- |
| 237  | 229  | 241  | 266  | 374  | 539  | 518  | 500  | 686  |

| 1990 | 1999 | 2004 | 2006 | 2009 | 2014 | 2019 | 2022 | - |
| ---- | ---- | ---- | ---- | ---- | ---- | ---- | ---- | - |
| 742  | 735  | 817  | 841  | 890  | 943  | 900  | 876  | - |

## Vie locale

### Enseignement
Pas d'école dans la commune. École Le Pré Vert et école Mouzaïa à Créhange.

### Cultes
Le village de Flétrange dispose de l'église Saint-Martin. Quant au village de Dorviller, il dispose de l'église Saint-Pierre. Ces deux églises sont rattachées au diocèse de Metz.

## Lieux et monuments
- Vestiges d'une villa romaine.

### Édifices religieux

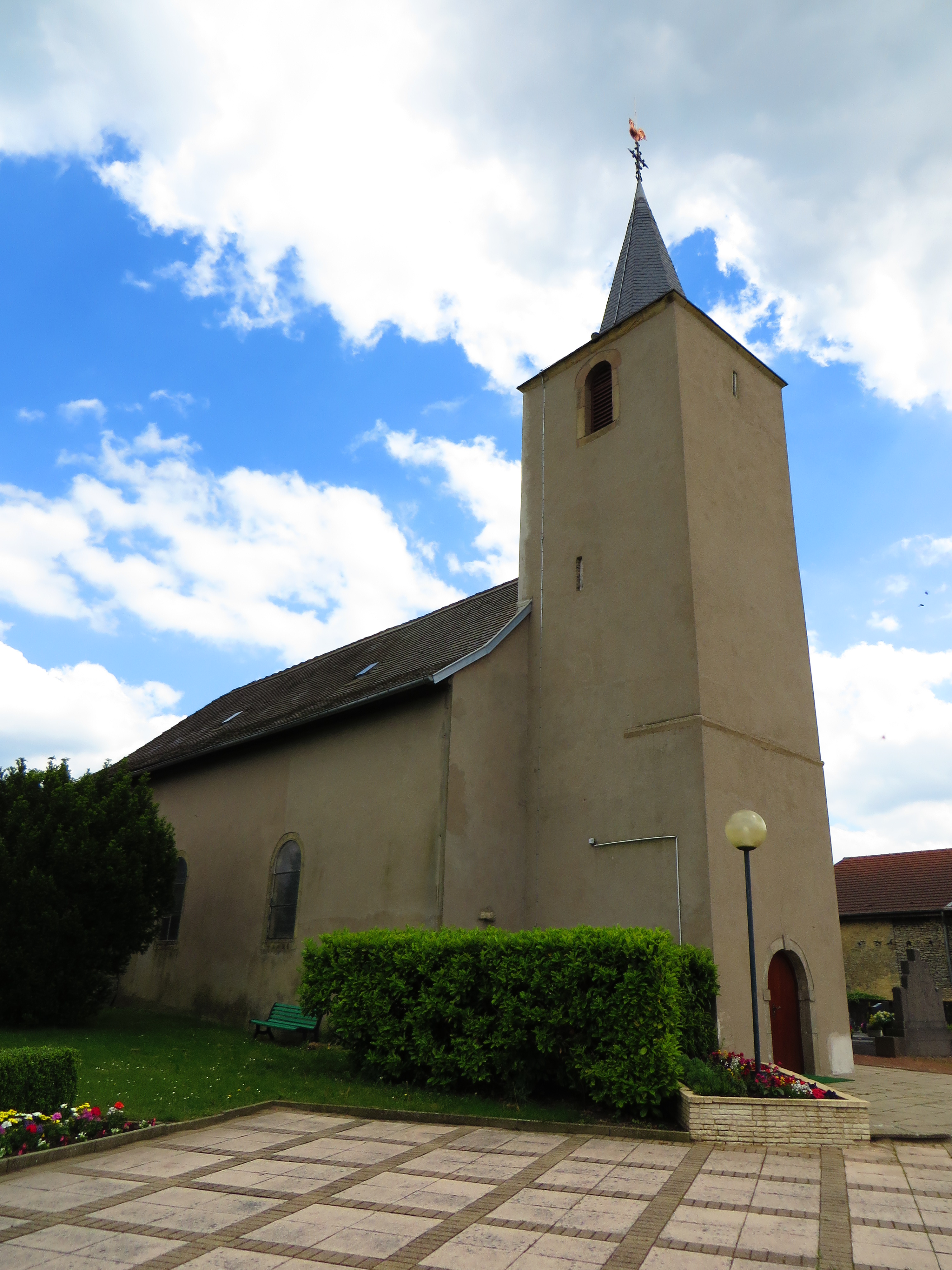
Église Saint-Pierre de Dorviller.

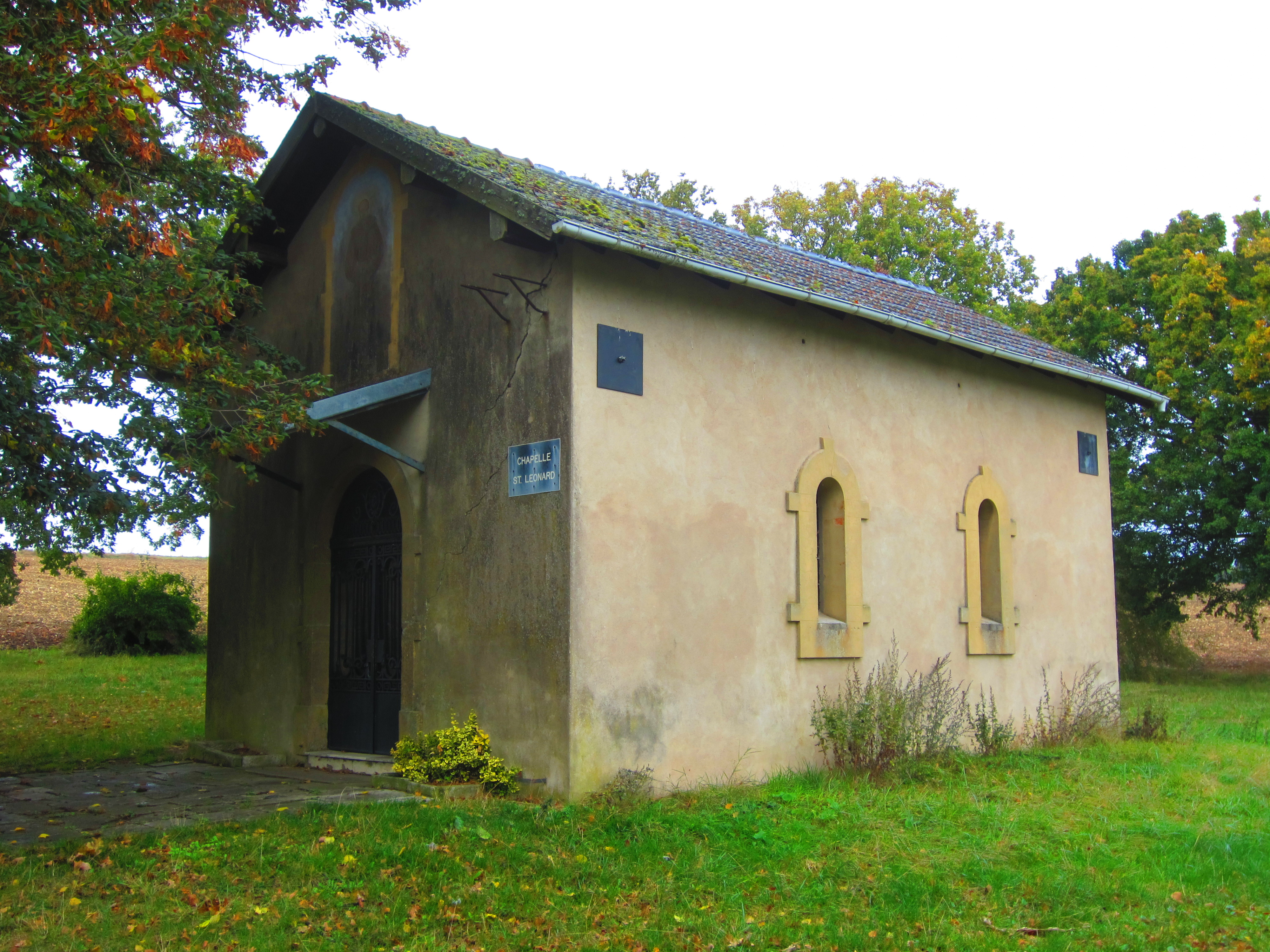
Chapelle Saint-Léonard à Dorviller.

- Église Saint-Martin 1766 à Flétrange: chaire XVIIIe siècle ; orgue XIXe siècle
- Église Saint-Pierre de Dorviller XIVe siècle : oculus XVe siècle ; autel XVIIe siècle
- Chapelle Saint-Léonard à Dorviller lieu-dit le Haut du Village.
- Croix 1600 avec inscription allemande ; croix 1623 avec inscription française.